# ألفارو موراتا
ألفارو بورخا موراتا مارتن (بالإسبانية: Álvaro Morata؛ تلفظ بالإسبانية: ‎/ˈalβaɾo moˈɾata/‏؛ مواليد 23 أكتوبر 1992) لاعب كرة قدم إسباني يلعب في مركز المهاجم لنادي غلطة سراي التركي على سبيل الإعارة من إيه سي ميلان الإيطالي كما يلعب للمنتخب الإسباني.
بدأ مسيرته المهنية في ريال مدريد، حيث شارك لأول مرة مع الفريق الأول في أواخر عام 2010. بعد فوزه دوري أبطال أوروبا 2013–14، انتقل إلى يوفنتوس مقابل 20 مليون يورو في عام 2014، وفاز بثنائية الدوري والكأس في كلا الموسمين التي قضاهما في تورينو. عاد لمدريد بعدما فعل ريال مدريد بند أحقية إعادة الشراء مقابل مبلغ 30 مليون يورو، فاز معهم ببطولة الدوري الإسباني ودوري أبطال أوروبا 2016–17 قبل أن ينضم إلى تشيلسي في عام 2017 مقابل رسوم انتقال قياسية للنادي حيث بلغت حوالي 60 مليون جنيه إسترليني. في يناير 2019، انتقل إلى أتلتيكو مدريد على سبيل الإعارة، وانضم لاحقًا إلى النادي بشكل دائم في 1 يوليو 2020. وفي 22 سبتمبر 2020، عاد إلى يوفنتوس على سبيل الإعارة.
خاض موراتا 34 مباراة دولية مع إسبانيا على مستوى الشباب، مما ساعد البلاد على الفوز ببطولة أوروبا تحت 21 سنة لعام 2013. شارك لأول مرة مع المنتخب الأول في عام 2014، ومثلهم في بطولة أمم أوروبا 2016.

## مسيرته الكروية

### ريال مدريد
وقع موراتا مع ريال مدريد في عام 2008 من خيتافي المجاور بعد أن بدأ في أتلتيكو مدريد، أول ظهور له كان مع ريال مدريد ج أي الفريق الثالث للريال «فريق الناشئين». بعد موسم ناجح مع ريال مدريد ج، حيث فاز مع الريال ببطولة الشباب وسجل اللاعب 34 هدف في البطولة. تمت ترقيته إلى ريال مدريد كاستيا.

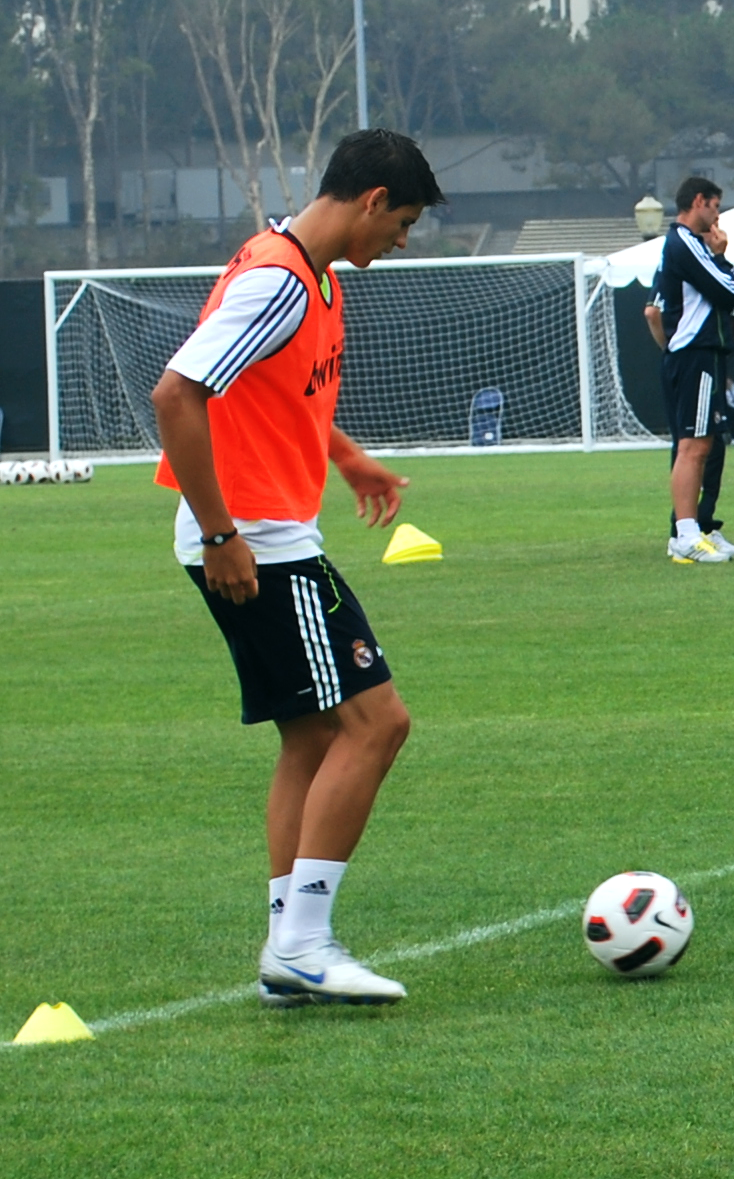
موراتا يتدرب مع ريال مدريد في 2010.

في يوليو 2010، قرر المدرب الفني لريال مدريد آنذاك جوزيه مورينيو تصعيده الي الفريق الأول مع بقائه في الفريق الثاني (الكاستيا). فبعد اصابة هيغواين وبقاء بنزيما فقط كمهاجم وحيد للريال في الفريق الأول اجبر مورينهو ان يعين موراتا المهاجم الثاني للريال فاتاح له مورينهو في 12 ديسمبر 2010 لعب أول مباراة له مع فريق ريال مدريد الأول امام سرقسطة حيث ادخله كبديل عن أنخيل دي ماريا في الدقيقة 88 من عمر المباراة ليفوز الريال 3–1. فبعدها بعشرة أيام لعب أول مباراة له مع الريال في كأس الملك بعد أن دخل بديلا في الدقائق الأخيرة امام ليفانتي ليفوز الريال 8–0، لكن بعد المباراة قال مورينهو ان موراتا لن يكون مع الفريق الأول في موسم 2010–11. في هذه الفترة من الزمن سجل خمسة أهداف في أربع مباريات مع الكاستيا، بينما تم توقيع أديبايور ليعوض المهاجم الغائب في الفريق الأول.
في 13 فبراير 2011، سجل موراتا أول هاتريك في مسيرته، بمباراة الفوز 7–1 أمام ديبورتيفو لاكورونيا ب.
في بداية موسم 2011–12 بدأت الفرق الكبيرة تطالب بتعاقدها معه لكن إدارة النادي ومورينيو رفضوا العروض المقدمة من برشلونة وخيتافي وإسبانيول وأرسنال والعديد من الفرق وجدد العقد مع اللاعب حتي عام 2015.
سجل موراتا هدفه الرسمي الأول مع الفريق الأول لريال مدريد في 11 نوفمبر 2012، حيث دخل في الدقيقة 83 من المباراة خارج أرضه ضد ليفانتي. وفي أول مباراة رسمية يشارك فيها كأساسي على ملعبه ضد رايو فايكانو في 17 فبراير من العام التالي، سجل الهدف الافتتاحي بعد ثلاث دقائق فقط، ولكن خرج من الملعب قبل مرور نصف ساعة لإفساح المجال لراؤول ألبيول بعد طرد سيرخيو راموس، وانتهت المباراة بفوز الملكي 2–0. في 2 مارس 2013، لعب موراتا مباراة الكلاسيكو كاملة ضد برشلونةوصنع الهدف الافتتاحي لبنزيما وفاز ريال مدريد 2–1.
في موسم 2013–14، أصبح لاعباً شبه أساسي مع الفريق الفريق تحت قيادة المدرب الجديد كارلو أنشيلوتي، لكنه أعرب عن رغبته في لعب المزيد من الدقائق خلال فترة الانتقالات الشتوية. في 18 مارس 2014، سجل موراتا هدفه الأول في دوري أبطال أوروبا، في مباراة الفوز 3–1 أمام شالكه على ملعب سانتياغو برنابيو في دور الـ16. في 17 مايو، في المباراة الأخيرة بالدوري، سجل هدفين ضد إسبانيول ليساعد فريقه بالفوز 3–1، وليصل إلى هدفه الثامن في الدوري، كما شارك في مباراة الفوز في نهائي دوري أبطال أوروبا 2014 أمام أتلتيكو مدريد ولعب آخر عشر دقائق من الوقت الأصلي وكامل الشوطين الإضافيين بعد دخوله كبديل لبنزيما.

### يوفنتوس

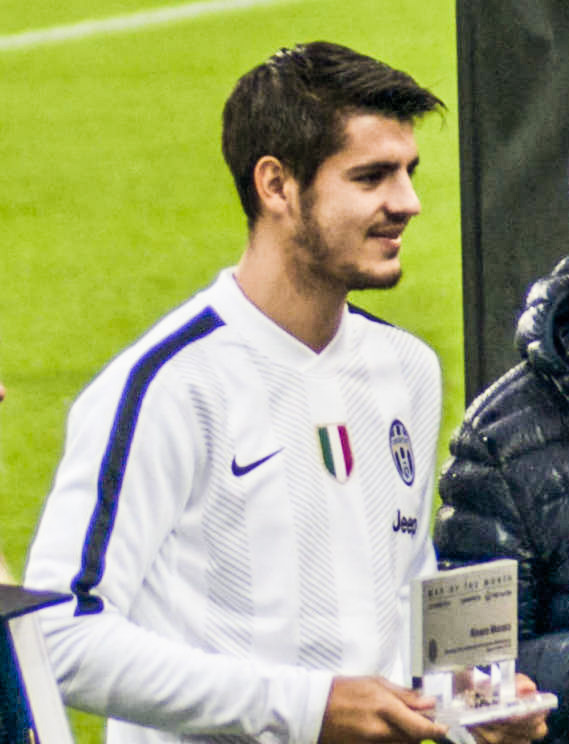
موراتا مع يوفنتوس في 2014

في 19 يوليو 2014 أعلن يوفنتوس أنه توصل إلى اتفاق بخصوص انتقال موراتا ليوقع عقدا لمدة خمس سنوات مقابل رسوم انتقال بلغت 20 مليون يورو، مع وجود بند إعادة الشراء لريال مدريد في المستقبل. شارك لأول مرة في الدوري الإيطالي في 13 سبتمبر، ليحل مكان فرناندو يورينتي في الدقيقة الأخيرة من مباراة الفوز على أرضه 2–0 أمام أودينيزي، بعد أسبوعين دخل مرة أخرى بدلا من مواطنه، وسجل هدفه الأول لناديه الجديد كما فاز 3–0 أمام أتالانتا.
في 5 أكتوبر 2014، في مباراة الفوز 3–2 على ضيفه روما، دخل موراتا كبديل وتم طرده بسبب تدخله على كوستاس مانولاس. في 9 نوفمبر سجل ثنائية في مباراة الفوز 7–0 أمام بارما. دخل موراتا في الدقائق العشر الأخيرة من كأس السوبر الإيطالي ضد نابولي في الدوحة، قطر في 22 ديسمبر، وسجل في ركلات الترجيح التي خسرها يوفنتوس 5–6.
في 28 يناير 2015، لعب موراتا آخر 13 دقيقة من مباراة ربع النهائي في كأس إيطاليا، وسجل هدف المباراة الوحيد على ملعب إنيو تارديني ليتأهل فريقه إلى الدور نصف النهائي. في الشهر التالي، على أرضه ضد بوروسيا دورتموند في دور الـ16 من دوري أبطال أوروبا، سجل هدف الفوز في الدقيقة 43 من مباراة الذهاب؛ شارك كأساسي أيضًا وسجل هدف في مباراة الإياب، مما ساعد يوفنتوس على تحقيق الفوز. 3–0 الفوز على الملعب الفيستفالي.
في 7 أبريل 2015، تم طرد موراتا لتدخله على أليساندرو ديامانتي حيث هزم يوفنتوس فيورنتينا في نصف نهائي الكأس، وبالتالي غاب عن المباراة النهائية. بعد أسبوع واحد، حصل على ركلة جزاء في مباراة الذهاب من ربع نهائي دوري أبطال أوروبا ضد موناكو، والتي سجلها أرتورو فيدال في مباراة الفوز 1–0 على أرضه. في مباراة الذهاب من الدور نصف النهائي، ضد ريال مدريد، وضع أصحاب الأرض في المقدمة بتسجيله في الدقيقة الثامنة، حيث انتهت المباراة بالفوز 2–1 على أرضه، كما سجل هدف أيضًا في مباراة الإياب، في كلا الهدفين لم يحتفل بتسجيله ضد ناديه السابق. في 6 يونيو، في المباراة النهائية ضد برشلونة في برلين، سجل هدف التعادل في وقت مبكر من الشوط الثاني وانتهت المباراة بالخسارة 1–3.
في أوائل أغسطس 2015، غاب موراتا لمدة شهر بسبب تمزق عضلي في العضلة النعلية اليسرى أثناء التدريبات، وغاب عن في كأس السوبر الإيطالي 2015. في مباراته الثانية بعد عودته إلى الملاعب، في 15 سبتمبر، شارك لمدة 85 دقيقة وسجل هدف الفوز 2–1 على مانشستر سيتي في مرحلة المجموعات من دوري أبطال أوروبا. في 30 سبتمبر، سجل هدفًا ليساعد فريقه في هزيمة إشبيلية 2–0 على ملعب يوفنتوس. في 24 نوفمبر، تم ترشيحه لجائزة اليويفا لأفضل فريق.
في 10 ديسمبر 2015، مدد موراتا عقده حتى عام 2020. في 20 مارس 2016، في ديربي تورينو ضد الجار تورينو، دخل من مقاعد البدلاء في الشوط الأول وسجل هدفين في مباراة الفوز 4–1. في 21 مايو، دخل من مقاعد البدلاء ليحرز الهدف الوحيد ف المباراة وهدف الفوز في الدقيقة 110 من الوقت الإضافي ليحقق لفريقه الفوز بكأس إيطاليا ضد ميلان على ملعب أولمبيكو.

### عودته إلى ريال مدريد
في 21 يونيو 2016، فعل ريال مدريد بند إعادة الشراء لإعادة موراتا من يوفنتوس مقابل 30 مليون يورو. وكان أول مشاركة له بعد العودة في 9 أغسطس، حيث شارك كأساسي في مباراة الفوز 3–2 على نادي إشبيلية في كأس السوبر الأوروبي، حيث حل محله بنزيما في الدقيقة 62. سجل هدفه الأول في مباراة الفوز 2–1 أمام سلتا فيغو على ملعب سانتياغو برنابيو، في 27 أغسطس.
في 5 أبريل 2017، استفاد موراتا من المداورة في الفريق التي كان يفعلها المدير الفني زين الدين زيدان وسجل هاتريك في الفوز 4–2 على مضيفه ليغانيس ليبقي فريقه على بعد نقطتين من برشلونة مع مباراة مؤجلة. على الرغم من أنه قضى غالبية الموسم كإحتياطي لبنزيما، فقد سجل 15 هدفاً في الدوري حيث توج النادي بطلاً للمرة الأولى منذ خمس سنوات. وسجل ثلاثة من أصل تسعة مباريات لعبها في دوري أبطال أوروبا، والتي فاز بها ريال مدريد للسنة الثانية على التوالي.

### تشيلسي

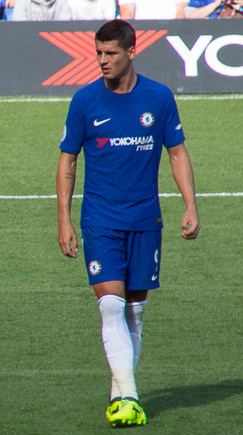
موراتا يلعب مع تشيلسي في عام 2017

#### موسم 2017–18
في 19 يوليو 2017، أعلن تشيلسي أنه اتفق مع ريال مدريد على انتقال موراتا، مقابل رسوم انتقال قياسية بحوالي 60 مليون£. في 21 يوليو، نجح في اجتياز الفحص الطبي وأصبح لاعبًا لنادي تشيلسي رسميًا.
شارك موراتا في أول مباراة رسمية له في درع الاتحاد الإنجليزي 2017 ضد أرسنال، حيث دخل كبديل في الدقيقة 74 وخسر فريقه المباراة بركلات الترجيح بعد التعادل 1–1 في الوقت الأصلي، واضاع ركلة جزاء. في 12 أغسطس 2017، سجل هدفه الأول وصنع هدف إلى دافيد لويز في أول مشاركلة له في الدوري الإنجليزي الممتاز، حيث خسر 2–3 على أرضه أمام بيرنلي. في 23 سبتمبر، سجل أول هاتريك له في الدوري في مباراة 4–0 خارج ملعبه ضد ستوك سيتي، مما جعله اللاعب رقم 17 في تاريخ تشيلسي يحقق هذا الإنجاز.
في 5 نوفمبر 2017، سجل موراتا هدف المباراة الوحيد في مباراة هزيمة مانشستر يونايتد على ملعبه، بقيادة مدربه السابق جوزيه مورينيو. أنهى عامه الأول برصيد 15 هدفا في جميع المسابقات، واحتل البلوز المركز الخامس في جدول الدوري.

#### موسم 2018–19
افتتح موراتا موسمه التالي في 18 أغسطس 2018، وسجل الهدف الثاني في الفوز 3–2 على أرضه ضد أرسنال. في 4 أكتوبر، سجل هدف الفوز 1–0 على مول فيدي في مرحلة المجموعات من الدوري الأوروبي. بعد شهر، سجل ثنائية ليساعد تشيلسي في التغلب على كريستال بالاس 3–1 في الدوري على أرضه.

### أتلتيكو مدريد
في 27 يناير 2019، عاد موراتا إلى أتليتيكو مدريد بعد 12 عامًا، بموجب اتفاقية إعارة لمدة 18 شهرًا. شارك في أول مباراة له بالدوري في 3 فبراير، حيث خسر خارج أرضه ضد ريال بيتيس 0–1. سجل هدفه الأول في 24 فبراير، بفوزه على أرضه 2–0 أمام فياريال.
في 6 يوليو 2019، أكد أتلتيكو مدريد التوقيع الدائم مع موراتا من تشيلسي، وأعلنوا انه سينضم إلى النادي في 1 يوليو 2020.

#### موسم 2019–20
في 18 أغسطس 2019، سجل موراتا الهدف الوحيد في المباراة الافتتاحية لأتلتيكو مدريد في الدوري الإسباني ضد خيتافي. في 1 أكتوبر 2019، احتفل موراتا بمبارته الاحترافية رقم 300 مع صناعته للهدف الافتتاحي للمباراة في الفوز 2–0 على الفريق الروسي لوكوموتيف موسكو. في 22 أكتوبر، سجل أول هدف له في دوري أبطال أوروبا مع أتلتيكو برأسه عبر كرة عرضية من رينان لودي وكان هدف المباراة الوحيد بفوزه 1–0 على أرضه ضد باير ليفركوزن الألماني. هذا جعله أول لاعب يسجل مع ريال مدريد وأتلتيكو في دوري أبطال أوروبا. في 11 مارس 2020، في دور الـ16 من دوري أبطال أوروبا خارج ملعبه أمام ليفربول، دخل موراتا كبديل متأخر في الوقت الإضافي وسجل الهدف الأخير في مباراة الفوز 3–2، 4–2 في مجموع المباراتين، مما ضمن تأهل فريقه إلى ربع نهائي المسابقة.

### عودته إلى يوفنتوس
عاد موراتا إلى يوفنتوس في 22 سبتمبر 2020، في قرض مدتها عام واحد بقيمة 10 ملايين يورو، مع خيار الشراء مقابل 45 مليون يورو. يحتفظ يوفنتوس أيضًا بالحق في تمديد الإعارة لمدة عام إضافي بقيمة 10 ملايين يورو أخرى؛ وفي هذه الحالة، ستبلغ قيمة خيار الشراء 35 مليون يورو.

## مسيرته الدولية

### الشباب

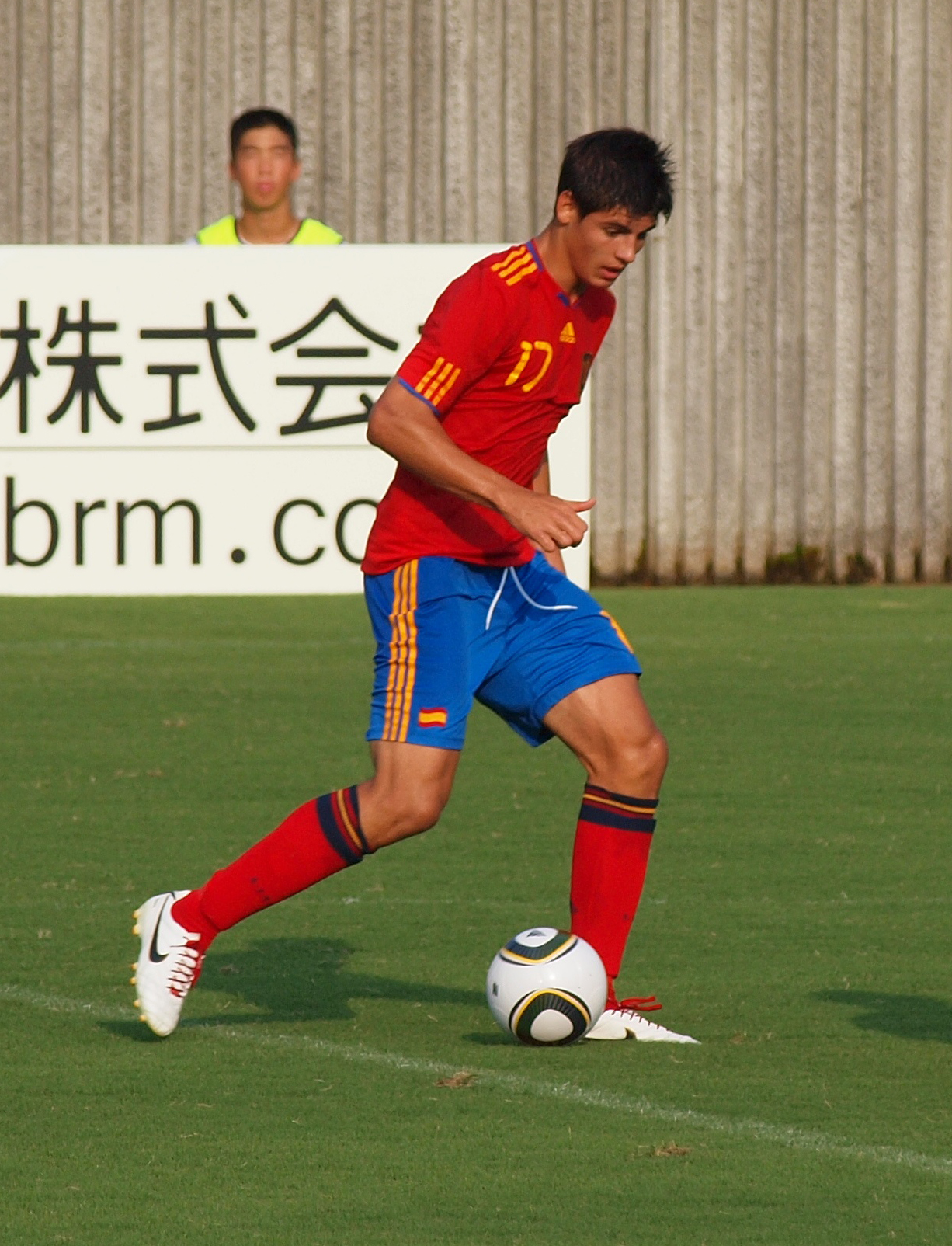
موراتا يلعب مع منتخب أسبانيا تحت 19 سنة في 2012.

تم استدعاء موراتا لمنتخب أسبانيا تحت 17 سنة للمشاركة في كأس العالم تحت 17 سنة 2009 في نيجيريا، حيث لعب أربع مباريات وسجل هدفين للمنتخب الذي حصل على المركز الثالث في البطولة.
في وقت لاحق، مثل منتخب أسبانيا تحت 19 سنة في بطولة اليابان الدولية، مما ساعد منتخبه على تحقيق المركز الثاني بعد المضيف. تم اختيار موراتا لتمثيل المنتخب الإسباني في بطولة أوروبا تحت 19 سنة 2011 في رومانيا، وساعد منتخبه الوطني على الفوز بالبطولة بتسجيله لست أهداف، وهو أعلى رقم في المسابقة.
شارك لأول مرة مع منتخب إسبانيا تحت 21 سنة في بطولة أوروبا تحت 21 سنة 2013 في إسرائيل، بدأ كأساسي في أول مباراتين ضد روسيا وألمانيا. في نهاية المطاف توج كهداف للمسابقة.

### المنتخب الأول
في 7 نوفمبر 2014، استدعي موراتا إلى تشكيلة الفريق الأول من قبل المدير الفني فيسنتي ديل بوسكي للمباريات ضد بيلاروسيا وألمانيا. شارك لأول مرة ضد الأول ليحل محل إيسكو في الدقائق العشر الأخيرة من الفوز 3–0 في ولبة في تصفيات بطولة أمم أوروبا 2016، في نفس المسابقة، في 27 مارس 2015، سجل أول هدف دولي له، وهو هدف الفوز والوحيد على أوكرانيا في إشبيلية.
اختير للنهائيات في فرنسا، وشارك موراتا كأساسي وسجل هدفين في مباراة الفوز 3–0 في مرحلة المجموعات ضد تركيا في نيس. في 2 سبتمبر 2017، دخل من مقاعد البدلاء في الدقيقة 77، وسجل هدف ليساعد منتخبه على هزيمة إيطاليا 3–0 في [[تصفيات كأس العالم 2018 (أوروبا)|تصفيات كأس العالم 2018]].
في 21 مايو 2018، تم الإعلان بإن موراتا لن يكون جزءًا من التشكيلة النهائية المشاركة في كأس العالم 2018 بسبب سوء أداؤه مع النادي.

## حياته الشخصية
ولد موراتا في مدريد. وهو نجل سوزانا مارتن وألفونسو موراتا، يشارك والده بشكل كبير في مفاوضات انتقالاته بين الأندية إلى جانب وكيل أعمال موراتا، خوانما لوبيز.
في مارس 2014، حلق موراتا كل شعره تضامنا مع الأطفال المرضى، قائلا: «إن الأطفال المصابين بالسرطان أرادوا ان يقلدوا قصة شعري لكنهم لم يستطيعوا، لذلك أنا قلدت قصتهم».
في 10 ديسمبر 2016، أرتبط مع صديقته الإيطالية أليس كامبلو، وفي 17 يونيو 2017، تزوجوا في البندقية. رحب الاثنان بأبنيهما التوأم أليساندرو وليوناردو في 29 يوليو 2018، وغيّر موراتا رقمه في تشيلسي من 9 إلى 29 احتفالاً بهما.

## الإحصائيات

### النادي
آخر تحديث 23 سبتمبر 2020.
| النادي                | الموسم   | الدوري                            | الدوري | الدوري  | الكأس الوطني | الكأس الوطني | كأس الدوري | كأس الدوري | أوروبا | أوروبا  | أخرى   | أخرى    | المجموع | المجموع |
| النادي                | الموسم   | الدرجة                            | الظهور | الأهداف | الظهور       | الأهداف      | الظهور     | الأهداف    | الظهور | الأهداف | الظهور | الأهداف | الظهور  | الأهداف |
| --------------------- | -------- | --------------------------------- | ------ | ------- | ------------ | ------------ | ---------- | ---------- | ------ | ------- | ------ | ------- | ------- | ------- |
| ريال مدريد كاستيا     | 2010–11  | الدوري الإسباني الدرجة الثانية بي | 28     | 15      | —            | —            | —          | —          | —      | —       | —      | —       | 28      | 15      |
| ريال مدريد كاستيا     | 2011–12  | الدوري الإسباني الدرجة الثانية بي | 37     | 18      | —            | —            | —          | —          | —      | —       | —      | —       | 37      | 18      |
| ريال مدريد كاستيا     | 2012–13  | دوري الدرجة الثانية الإسباني      | 18     | 12      | —            | —            | —          | —          | —      | —       | —      | —       | 18      | 12      |
| ريال مدريد كاستيا     | المجموع  | المجموع                           | 83     | 45      | —            | —            | —          | —          | —      | —       | —      | —       | 83      | 45      |
| ريال مدريد            | 2010–11  | الدوري الإسباني                   | 1      | 0       | 1            | 0            | —          | —          | 0      | 0       | —      | —       | 2       | 0       |
| ريال مدريد            | 2011–12  | الدوري الإسباني                   | 1      | 0       | 0            | 0            | —          | —          | 0      | 0       | 0      | 0       | 1       | 0       |
| ريال مدريد            | 2012–13  | الدوري الإسباني                   | 12     | 2       | 2            | 0            | —          | —          | 1      | 0       | 0      | 0       | 15      | 2       |
| ريال مدريد            | 2013–14  | الدوري الإسباني                   | 23     | 8       | 6            | 0            | —          | —          | 5      | 1       | —      | —       | 34      | 9       |
| ريال مدريد            | المجموع  | المجموع                           | 37     | 10      | 9            | 0            | —          | —          | 6      | 1       | 0      | 0       | 52      | 11      |
| يوفنتوس               | 2014–15  | الدوري الإيطالي                   | 29     | 8       | 4            | 2            | —          | —          | 12     | 5       | 1      | 0       | 46      | 15      |
| يوفنتوس               | 2015–16  | الدوري الإيطالي                   | 34     | 7       | 5            | 3            | —          | —          | 8      | 2       | 0      | 0       | 47      | 12      |
| يوفنتوس               | المجموع  | المجموع                           | 63     | 15      | 9            | 5            | —          | —          | 20     | 7       | 1      | 0       | 93      | 27      |
| ريال مدريد            | 2016–17  | الدوري الإسباني                   | 26     | 15      | 5            | 2            | —          | —          | 9      | 3       | 3      | 0       | 43      | 20      |
| تشيلسي                | 2017–18  | الدوري الإنجليزي                  | 31     | 11      | 6            | 2            | 3          | 1          | 7      | 1       | 1      | 0       | 48      | 15      |
| تشيلسي                | 2018–19  | الدوري الإنجليزي                  | 16     | 5       | 1            | 2            | 2          | 0          | 4      | 2       | 1      | 0       | 24      | 9       |
| تشيلسي                | المجموع  | المجموع                           | 47     | 16      | 7            | 4            | 5          | 1          | 11     | 3       | 2      | 0       | 72      | 24      |
| أتلتيكو مدريد (إعارة) | 2018–19  | الدوري الإسباني                   | 15     | 6       | 0            | 0            | —          | —          | 2      | 0       | —      | —       | 17      | 6       |
| أتلتيكو مدريد (إعارة) | 2019–20  | الدوري الإسباني                   | 34     | 12      | 0            | 0            | —          | —          | 8      | 3       | 2      | 1       | 44      | 16      |
| أتلتيكو مدريد (إعارة) | المجموع  | المجموع                           | 49     | 18      | 0            | 0            | —          | —          | 10     | 3       | 2      | 1       | 61      | 22      |
| يوفنتوس               | 2020–21  | الدوري الإسباني                   | 0      | 0       | 0            | 0            | —          | —          | 0      | 0       | 0      | 0       | 0       | 0       |
| الإجمالي              | الإجمالي | الإجمالي                          | 305    | 119     | 30           | 11           | 5          | 1          | 56     | 17      | 8      | 1       | 404     | 149     |

1. 1 2 3 4 5 6 7 8  المباريات في دوري أبطال أوروبا
2. ↑  المباريات في كأس السوبر الإيطالي
3. ↑  مباراة واحدة في كأس السوبر الأوروبي، مباراتين في كأس العالم للأندية
4. ↑  المباريات في الدوري الأوروبي
5. ↑  المباريات في كأس السوبر الإسباني

### المنتخب
آخر تحديث 15 نوفمبر 2019.
| المنتخب الوطني | العام   | الظهور | الأهداف |
| -------------- | ------- | ------ | ------- |
| إسبانيا        | 2014    | 2      | 0       |
| إسبانيا        | 2015    | 4      | 1       |
| إسبانيا        | 2016    | 12     | 7       |
| إسبانيا        | 2017    | 5      | 5       |
| إسبانيا        | 2018    | 4      | 0       |
| إسبانيا        | 2019    | 5      | 4       |
| المجموع        | المجموع | 32     | 17      |

### الأهداف الدولية
آخر تحديث 15 نوفمبر 2019.
قائمة الأهداف والنتائج مع منتخب إسبانيا الأول.
| #  | التاريخ        | المكان                                      | م. | الخصم          | الهدف | النتيجة | المسابقة                     |
| -- | -------------- | ------------------------------------------- | -- | -------------- | ----- | ------- | ---------------------------- |
| 1  | 27 مارس 2015   | ملعب رامون سانشيز بيزخوان، إشبيلية، إسبانيا | 3  | أوكرانيا       | 1–0   | 1–0     | تصفيات بطولة أمم أوروبا 2016 |
| 2  | 1 يونيو 2016   | ريد بل أرينا، سالزبورغ، النمسا              | 9  | كوريا الجنوبية | 4–0   | 6–1     | ودية                         |
| 3  | 1 يونيو 2016   | ريد بل أرينا، سالزبورغ، النمسا              | 9  | كوريا الجنوبية | 6–1   | 6–1     | ودية                         |
| 4  | 17 يونيو 2016  | أليانز ريفييرا، نيس، فرنسا                  | 11 | تركيا          | 1–0   | 3–0     | بطولة أمم أوروبا 2016        |
| 5  | 17 يونيو 2016  | أليانز ريفييرا، نيس، فرنسا                  | 11 | تركيا          | 3–0   | 3–0     | بطولة أمم أوروبا 2016        |
| 6  | 21 يونيو 2016  | ملعب بوردو الجديد، بوردو، فرنسا             | 12 | كرواتيا        | 1–0   | 1–2     | بطولة أمم أوروبا 2016        |
| 7  | 5 سبتمبر 2016  | ملعب رينو دي ليون، ليون، إسبانيا            | 15 | ليختنشتاين     | 6–0   | 8–0     | تصفيات كأس العالم 2018       |
| 8  | 5 سبتمبر 2016  | ملعب رينو دي ليون، ليون، إسبانيا            | 15 | ليختنشتاين     | 7–0   | 8–0     | تصفيات كأس العالم 2018       |
| 9  | 7 يونيو 2017   | ملعب نويفا كوندومينا، مرسية، إسبانيا        | 20 | كولومبيا       | 2–2   | 2–2     | ودية                         |
| 10 | 2 سبتمبر 2017  | ملعب سانتياغو برنابيو، مدريد، إسبانيا       | 21 | إيطاليا        | 3–0   | 3–0     | تصفيات كأس العالم 2018       |
| 11 | 5 سبتمبر 2017  | ملعب راين بارك، فادوتس، ليختنشتاين          | 22 | ليختنشتاين     | 2–0   | 8–0     | تصفيات كأس العالم 2018       |
| 12 | 5 سبتمبر 2017  | ملعب راين بارك، فادوتس، ليختنشتاين          | 22 | ليختنشتاين     | 6–0   | 8–0     | تصفيات كأس العالم 2018       |
| 13 | 11 نوفمبر 2017 | ملعب لا روزاليدا، مالقة، إسبانيا            | 23 | كوستاريكا      | 2–0   | 5–0     | ودية                         |
| 14 | 26 مارس 2019   | ملعب تاكالي الوطني، تاكالي، مالطا           | 29 | مالطا          | 1–0   | 2–0     | تصفيات بطولة أمم أوروبا 2020 |
| 15 | 26 مارس 2019   | ملعب تاكالي الوطني، تاكالي، مالطا           | 29 | مالطا          | 2–0   | 2–0     | تصفيات بطولة أمم أوروبا 2020 |
| 16 | 10 يونيو 2019  | ملعب سانتياغو برنابيو، مدريد، إسبانيا       | 31 | السويد         | 2–0   | 3–0     | تصفيات بطولة أمم أوروبا 2020 |
| 17 | 15 نوفمبر 2019 | ملعب رامون دي كارنازا، قادس، إسبانيا        | 32 | مالطا          | 1–0   | 7–0     | تصفيات بطولة أمم أوروبا 2020 |

## الإنجازات
ريال مدريد
- الدوري الاسباني: 2011–12، 2016–17[106][107]
- كأس ملك إسبانيا: 2010–11، 2013–14[108]
- دوري أبطال أوروبا: 2013–14،[109] 2016–17[110]
- كأس السوبر الأوروبي: 2016[111]
- كأس العالم للأندية: 2016[112]

 يوفنتوس
- الدوري الإيطالي: 2014–15، 2015–16[113][114]
- كأس إيطاليا: 2014–15، 2015–16[115][116]
- كأس السوبر الإيطالي: 2015، 2020[117]

 تشيلسي
- كأس الاتحاد الإنجليزي: 2017–18[118]

 إسبانيا تحت 17
- كأس العالم تحت 17 المركز الثالث: 2009[119]

 إسبانيا تحت 19
- بطولة أوروبا تحت 19 سنة لكرة القدم: 2011[120]

 إسبانيا تحت 21
- بطولة أمم أوروبا تحت 21 سنة لكرة القدم: 2013 [120]

 إسبانيا
- دوري الأمم الأوروبية: 2022–23
- بطولة أمم أوروبا: 2024

الفردية
- بطولة أوروبا تحت 19 سنة لكرة القدم الحذاء الذهبي: 2011[121]
- بطولة أوروبا تحت 19 سنة لكرة القدم فريق البطولة: 2011[122]
- بطولة أوروبا تحت 21 سنة لكرة القدم الحذاء الذهبي: 2013[123]
- بطولة أوروبا تحت 21 سنة لكرة القدم فريق البطولة: 2013[123]
- دوري أبطال أوروبا تشكيلة الموسم: 2014–15[124]

## وصلات خارجية
- ألفارو موراتا على موقع الاتحاد الدولي (مؤرشف)  (الإنجليزية)
- ألفارو موراتا على موقع الاتحاد الأوربي (الإنجليزية)
- ألفارو موراتا على موقع اتحاد تركيا (لاعب) (الإنجليزية)
- ألفارو موراتا على موقع قاعدة بيانات كرة القدم.إي يو (الإنجليزية)
- ألفارو موراتا على موقع ليكيب (الفرنسية)
- ألفارو موراتا على موقع ناشيونال فوتبول تيمز (الإنجليزية)
- ألفارو موراتا على موقع Soccerbase.com (لاعب) (الإنجليزية)
- ألفارو موراتا على موقع Soccerway.com (الإنجليزية)
- ألفارو موراتا على موقع عالم كرة القدم.نت (الإنجليزية)
- ألفارو موراتا على موقع AS.com (الإسبانية)